# Паровоз-памятник (Таганрог)
Памятник-символ «Паровоз» — объект культурного наследия России регионального значения по Решению Малого совета Ростовского областного совета народных депутатов № 301 от 18.11.1992 года. Установлен в Таганроге на площади Восстания. Архитектор Пётр Васильевич Бондаренко.

## История и описание
Памятник-символ «Паровоз» создан для напоминания жителям и гостям Таганрога о событиях Гражданской войны 1918—1922 годов. В январе 1918 года в городе вспыхнуло вооруженное восстание рабочих-красногвардейцев. Железнодорожный вокзал был важным опорным пунктом юнкеров-белогвардейцев, поэтому ополченцы приняли решение атаковать здание, протаранив груженым паровозом. 1 февраля 1918 года наполненный нефтью и дровами состав с оглушительным грохотом врезался в стену вокзала. Строение не пострадало, но паровозная атака заставила белогвардейцев покинуть свое укрытие и бежать, попадая под пулеметный огонь. Вокзал перешел под контроль красногвардейцев, как и весь Таганрог.
Памятник был торжественно открыт 4 ноября 1976 года.
На площади перед вокзалом, на низком бетонном основании в виде отрезка железнодорожного пути стоит настоящий отреставрированный паровоз образца двадцатых годов XX века, так как на момент создания памятника дореволюционных машин не осталось. Сзади он упирается в кирпичную стену, имитирующую стену здания вокзала. Впереди перед паровозом на наклонной гранитной плите выбит текст:
«1 февраля 1918 года, направив паровоз с вагонами на здание вокзала, рабочие Таганрога разгромили последний оплот белогвардейцев. В городе была установлена Советская власть».

## Ошибочная надпись серии паровоза
В качестве памятника в Таганроге паровоз серии Э без тендера, поскольку оригинальный паровоз не сохранился. На будке машиниста поставлена серия Юп. Паровозы серии "Ю" типа 1-4-0 выпускались Путиловским (серия Юп) и Харьковским (серия Юх) заводами с 1906 по 1918 годы. Однако ещё в 1912 году, в ходе упорядочивания серий действующих паровозов на железных дорогах Российской Империи, для паровозов серии "Ю" сменилось обозначение их серии на литеру "Щ". Поэтому в 1918 году, во время выше описанных событий, паровоз уже не мог носить серию "Ю".

## Примечание
1. ↑  г.Таганрог (ОКН регионального значения). Часть 1. www.donland.ru. Дата обращения: 27 декабря 2019. Архивировано 18 декабря 2019 года.
2. ↑  Постановление Комитета по охране объектов культурного наследия Ростовской области от 17.04.2019 № 20/01-01/42 «Об утверждении границ территории объекта культурного наследия регионального значения «Памятник-символ «Паравоз» (уточненное наименование: «Памятник «Паровоз», 1976 г., арх. П.В. Бондаренко»)» - Официальный интернет-портал правовой информации Ростовской области. pravo.donland.ru. Дата обращения: 27 декабря 2019. Архивировано 27 декабря 2019 года.
3. ↑  Паровоз - Исторический Таганрог. sites.google.com. Дата обращения: 28 декабря 2019. Архивировано 3 апреля 2019 года.
4. ↑  Таганрогская библиотека имени А.П. Чехова :: Площади г. Таганрога. www.taglib.ru. Дата обращения: 27 декабря 2019. Архивировано 27 декабря 2019 года.